# Jakob Hellman
Jakob Hellman (* 20. Oktober 1965 in Vuollerim) ist ein legendärer schwedischer Popmusiker. Sein Album … Och stora havet gilt als ein herausragendes Werk der 1980er Jahre. Nach der Veröffentlichung zog er sich fast vollständig zurück und veröffentlichte erst knapp 32 Jahre später ein zweites Album.

## Biografie
Vor seiner ersten Soloveröffentlichung war Jakob Hellman in Falun als Bandmusiker aktiv. Sein Debütalbum … Och stora havet stellte er 1989 fertig. Zu den Hits aus dem Album gehörten Tåg und Vara vänner. Das Album erreichte Platz 9 der schwedischen Charts. Bei den Grammis, dem wichtigsten schwedischen Musikpreis, brachte es Hellman die Auszeichnung als Rockmusiker des Jahres. Nach der Veröffentlichung ging er auf Tour. Statt weiter Aufnahmen zu machen, zog sich Hellman danach vollständig zurück und verschwand aus der Öffentlichkeit.
Über die Gründe wurde wenig bekannt, stattdessen entwickelte sich das Album zu einem Klassiker und Hellman wegen seines Rückzugs zum Mythos. In den späten 1990er Jahren wählten Kritiker und Musiker … Och stora havet bei einer Abstimmung zum besten schwedischen Album aller Zeiten. Die „talentvollen Texte, eingängigen Melodien und seine zurückhaltende, verletzliche Gestalt“ wurden zur Messlatte für schwedische Nachwuchsmusiker.
1998 war Hellman wieder auf der Bühne zu sehen, er absolvierte vereinzelte Auftritte, bei denen er alte Songs und Cover spielte, aber keine neuen Lieder vorstellte. Aber erst 2020 hatte er wieder einen größeren Auftritt durch seine Teilnahme bei Så mycket bättre (Sing meinen Song), wo es ebenfalls um alte Songs und Coverversionen geht.  Mit seiner Version von Gabriellas sång von Helen Sjöholm kehrte er mit einer neuen Aufnahme in die Charts zurück. Es war aber auch die Vorbereitung für neue Lieder. Zum Jahresanfang 2021 und damit 31 Jahre und 10 Monate nach seinem Debüt erschien sein zweites Album Äntligen borta. Damit stieg er in der zweiten Woche des Jahres auf Platz 1 der Charts ein.

## Diskografie
Alben
- … Och stora havet (1989)
- Äntligen borta (2021)

Lieder
- Tåg (1988)
- Vara vänner (1989)
- Hon har ett sätt (1989)
- Gabriellas sång (2020, Original Helen Sjöholm)
- I skydd av mörkret (2020)